# Łowcy okazji
Łowcy okazji (ang. Auction Hunters) – amerykański program telewizyjny typu reality show wyprodukowany przez Gurney Productions Inc.
Premierowy odcinek programu został wyemitowany 9 listopada 2010 roku na antenie Spike TV. W Polsce program emitowany jest na kanale Discovery Channel (premiery w środy o 2200). Obecnie emitowany jest 4 sezon programu. 
W czerwcu 2011 roku Spike ogłosił, że trzeci sezon został zamówiony wraz z 26 odcinkami. W sierpniu 2012 roku Spike ogłosił, że czwarty sezon otrzymał zamówienie na 26 odcinków. Premiera czwartego sezonu odbyła się 30 stycznia 2013 roku.

## Opis
Program opowiada o dwóch handlarzach, Allenie Haffie i Clintonie "Tonie" Jonesie, którzy przemierzają Stany Zjednoczone, poszukując wyjątkowych towarów z magazynowych wyprzedaży. W Stanach Zjednoczonych wiele firm wynajmuje magazyny, w których osoby prywatne i firmy mogą przechowywać swoje rzeczy. Jednak przechowywanie związane jest z opłatą abonamentową. Jej nieuregulowanie prowadzi do licytacji zawartości magazynu. Takie licytacje są źródłem dochodu dla wielu handlarzy, którzy poszukują w nich okazji do zakupu wartościowych, nieraz zabytkowych lub mających wartość kolekcjonerską towarów. Wszystkie towary odsprzedawane są zwykle z dużym zyskiem, który stanowi dochód handlarzy. Bohaterowie programu podróżują swoim białym wozem bagażowym przez całe Stany Zjednoczone, poszukując takich wyprzedaży, oraz kupując i sprzedając zdobyte tą drogą towary. Bardzo często korzystają również z porad ekspertów, którzy pomagają wycenić a nieraz także sami odkupują oferowane przedmioty. W programie dokonywane jest podliczenie kosztów zakupu magazynów oraz uzyskanych cen sprzedaży. W efekcie widz dowiaduje się, czy bohaterowie programu zyskali czy stracili na tej transakcji.